# Emil Blösch
Emil Blösch (* 11. Januar 1838 in Burgdorf BE; † 11. März 1900 in Bern; auch Emil Bloesch) war ein Schweizer reformierter Theologe, Kirchenhistoriker und Bibliothekar.

## Leben
Emil Blösch wurde am 11. Januar 1838 in Burgdorf im Kanton Bern als Sohn des Juristen Eduard Blösch (1807–1866) und der Rosina Elisabeth geborene Schnell geboren. Er studierte Theologie an den Universitäten Bern, Berlin sowie Heidelberg und wurde 1864 Pfarrer in Laupen. In der Kirche in Bern  legte er 1874 sein Pfarramt nieder, da er in kirchenpolitische Streitigkeiten verwickelt war. Von da an widmete er sich der Geschichte. 1875 stellte man ihn als Gehilfen des Staatsarchivs in Bern an. Im gleichen Jahr  verlieh ihm die Universität Zürich die Würde eines Ehrendoktors.
1878 übernahm er das Amt des Oberbibliothekars der Stadtbibliothek Bern. Ab 1885 war er als Privatdozent, ab 1891 als ausserordentlicher Professor der schweizerischen Kirchengeschichte an der Universität Bern tätig. Zudem war Blösch der Gründer des Berner Ausschusses für kirchliche Liebestätigkeit und war Leiter des Historischen Vereins des Kantons Bern. Auch an der Allgemeinen Deutschen Biographie wirkte er mit und verfasste 93 Artikel. 1891 ernannte man ihn zum Ehrenburger der Stadt Bern. Er wurde Mitglied der Gesellschaft zu Mittellöwen. Am 11. März 1900 verstarb Blösch in Bern; kurz zuvor hatte er einen zweiten Ehrendoktor von der Universität Lausanne erhalten.
Er war verheiratet mit Mathilde Studer. Ihr Sohn war der Redakteur und Bibliothekar Hans Bloesch (1878–1945).

## Auszeichnungen, Ehrungen
- 1875: Dr. h. c. der Universität Zürich
- 1891: Ehrenburger der Stadt Bern
- 1900: Dr. h. c. der Universität Lausanne

## Veröffentlichungen (Auswahl)
- Zur kirchlichen Frage. K. J. Wyss, Bern 1871.
- Eduard Blösch und dreissig Jahre Bernischer Geschichte, Bern 1872.
- Ein kirchliches Programm, Bern 1876.
- Geschichte der schweizerischen-reformierten Kirche 2 Bde., Bern 1898–1899.